# Ференц Богдан Васильович
Богдан Васильович Ференц (нар. 22 березня 1951, с. Садковичі, Самбірський район, Дрогобицька область) — український юрист, прокурор, адвокат. Державний радник юстиції 2 класу. З 24 квітня до 17 липня 1998 року виконував обов'язки Генерального прокурора України.

## Освіта
Закінчив Юридичний факультет Львівського університету.

## Робота в прокуратурі
У 1990-х роках очолював прокуратури Львівської та Тернопільської областей.
У жовтні 1997 р. призначений першим заступником Генерального прокурора України.
З 24 квітня 1998 р. по 17 липня 1998 р. виконував обов'язки Генерального прокурора України.

## Політична діяльність
На парламентських виборах 2002 року Б. В. Ференц був представником виборчого блоку політичних партій «Блок Віктора Ющенка „Наша Україна“» в Центральній виборчій комісії.

## Адвокатська діяльність
Адвокатське свідоцтво Богданові Ференцу видане Тернопільською обласною КДКА 29 листопада 1996 р.
Активно займатися адвокатською діяльністю почав 2000 року, з широкою спеціалізацією.
Гучні справи і клієнти: представляв інтереси членів сім'ї вбитого журналіста Ігоря Александрова; захищав братів Боцвинюків з Чернівців, яких звинувачували в торгівлі людьми в США. Адвокат екс-прем'єра Юлії Тимошенко.
|  | — Сьогодні ви чи не щодня ходите до Генпрокуратури. Хто ваш адвокат у кримінальних справах? — Мій адвокат Ференц Богдан Васильович. — Це колишній генеральний прокурор України. З якого джерела ви сплачуєте йому за послуги? — Це мої особисті гроші. (з інтерв'ю Юлії Тимошенко. 3 лютого 2011 р.) |

Б. Ференц очолює київську юридичну фірму «Надія».